# Marieke Sanders-ten Holte
Maria Johanna (Marieke) Sanders-Ten Holte (ur. 7 listopada 1941 w Assen) – holenderska polityk, nauczyciel, deputowana do Parlamentu Europejskiego (1999–2004).

## Życiorys
W 1960 została absolwentką liceum ogólnokształcącego w Emmen. W latach 1982–1985 studiowała teorię literatury na Wolnym Uniwersytecie  w Amsterdamie.
W 1975 wstąpiła do liberalnej Partii Ludowej na rzecz Wolności i Demokracji (VVD). W latach 80. pracowała jako nauczycielka języka angielskiego. Od 1987 do 1999 zasiadała w radzie prowincji Holandia Północna, od 1995 jako zastępca przewodniczącego frakcji VVD. W drugiej połowie lat 90. kierowała wspieraną przez resort edukacji fundacją zajmującej się promocją czytania. Obejmowała też różne kierownicze funkcje w organizacjach społecznych, a także w gremiach partyjnych. W 2004 została konsulem honorowym Botswany w Amsterdamie.
W wyborach w 1999 z ramienia VVD uzyskała mandat posłanki do Parlamentu Europejskiego V kadencji. Należała do grupy liberalnej, pracowała m.in. w Komisji Rozwoju i Współpracy (od 2002 jako jej wiceprzewodnicząca). W PE zasiadała do 2004.
Odznaczona Orderem Oranje-Nassau (1985).